# Locris congolensis
Locris congolensis är en insektsart som beskrevs av Victor Lallemand 1920. Locris congolensis ingår i släktet Locris och familjen spottstritar. Inga underarter finns listade i Catalogue of Life.